# 東海再処理施設
東海再処理施設（とうかいさいしょりしせつ）は、国立研究開発法人日本原子力研究開発機構（JAEA）の東海研究開発センター核燃料サイクル工学研究所に所属する、日本で最初の核燃料の再処理工場。2016年現在の名称は「再処理技術開発センター」。

## 所在地
- 〒319-1194
茨城県那珂郡東海村村松4-33
日本原子力研究開発機構 東海研究開発センター 核燃料サイクル工学研究所

## 沿革
以下は「沿革 | 核燃料サイクル工学研究所について | 国立研究開発法人日本原子力研究開発機構 核燃料サイクル工学研究所」に基づく。
- 1957年6月：原子燃料公社東海精錬所の設置を決定
- 1959年3月：原子燃料公社東海精錬所の開所式
- 1966年1月：プルトニウム初入荷
- 1967年10月：動力炉・核燃料開発事業団東海事業所に改組
- 1971年6月：再処理施設の建設着工
- 1975年9月：ウラン試験を開始
- 1977年7月：使用済み核燃料を初搬入
- 1977年9月：日米再処理交渉を経て、再処理施設にてホット試験（使用済み燃料を用いた試験）開始
- 1977年11月：プルトニウムを初抽出
- 1981年1月：再処理施設にて本格運転を開始
- 1990年11月：使用済み燃料の累積処理量500トンを達成
- 1995年1月：ガラス固化技術開発施設にてガラス固化体の製造開始
- 1997年3月：アスファルト固化処理施設にて火災爆発事故発生。再処理施設の運転を停止
- 1998年10月：核燃料サイクル開発機構東海事業所に改組
- 2000年11月：再処理施設の運転を再開
- 2002年6月：使用済み燃料の累積処理量1,000トンを達成
- 2004年7月：プルトニウムを用いた「乾式再処理プロセス試験」を開始
- 2005年10月：日本原子力研究所と統合、独立行政法人日本原子力研究開発機構核燃料サイクル工学研究所となる。
- 2006年3月：電気事業者との役務再処理完遂。

## 施設廃止に向けた取り組み
JAEAは再処理業務を終えた本施設の廃止を検討しており、これについて原子力規制委員会東海再処理施設等安全監視チームがJAEAに対して廃止に向けた計画の検討状況を求め、その回答としてJAEAは作業工程の概略を記した文書を2016年9月8日に開催された第4回の会合に提出した。これによれば全施設の廃止までにおよそ70年を必要とし、廃止措置計画の提出は2017年度（平成29年度）を予定していることが明らかになった。
廃止措置計画は2017年6月30日に認可申請が行われ、2018年（平成30年）6月13日に原子力規制委員会の認可を受けた｡
2023年12月20日、日本原子力研究開発機構は廃止措置中の東海再処理施設について、高レベル放射性廃液をガラスと混ぜて固める「ガラス固化作業」を終える時期が7～10年延び、2028年度の作業完了予定時期が、2035～2038年度になる見通しということを明らかにした。